# Jørgen Lange Thomsen
Jørgen Lange Thomsen (født 27. marts 1944) er en dansk professor emeritus og tidligere retsmediciner og statsobducent.
Jørgen Lange Thomsen var indtil 2014 institutleder på Retsmedicinsk Institut ved SDU, Syddansk Universitet, Det Sundhedsvidenskabelige Fakultet i Odense. Han er uddannet cand.med. fra Københavns Universitet i 1967, og har i løbet af karrieren foretaget retsmedicinske undersøgelser i en række lande, heriblandt ex-Jugoslavien, Thailand, Israel og Mexico.
Jørgen Lange Thomsen er forfatter til flere bøger, heriblandt "Døden har jo en årsag" udgivet på forlaget Gyldendal  i 2006. I bogen beskrives livet som retsmediciner.
Jørgen Lange Thomsen er  gift med rådkvinde i Odense Kommune Susanne Ursula Crawley Larsen, og har ni børn.

## Udvalgt Bibliografi
- Maria Helleberg; Jørgen Lange Thomsen (10. oktober 2015), Hvad døde de kongelige af?, FADL's Forlag, ISBN 978-87-7749-768-1, Wikidata  Q105658743

- Jørgen Lange Thomsen (29. juli 2017), "Ethical considerations for forensic scientists participating in humanitarian action: A personal reflection", Forensic Science International, 278: 379-380, doi:10.1016/J.FORSCIINT.2017.07.029, PMID 28810161, Wikidata  Q39214556